# Huurlingsedam
Huurlingsedam of Wijchen-Huurlingsedam is een statistische CBS-wijk in het zuiden van de gemeente Wijchen.
De wijk beschikt over een wijkcentrum en ligt langs de wijk Kerkeveld met er tussen in het Wijchens meer.